# Чиур
Чиур — деревня в Гусь-Хрустальном районе Владимирской области России, входит в состав муниципального образования «Посёлок Золотково».

## География
Деревня расположена на берегу реки Судогда в 18 км на север от центра поселения посёлка Золотково и в 29 км на восток от Гусь-Хрустального.

## История
Село Чиур впервые упоминается в писцовых книгах 1628-30 годов, где оно значится за  владимирцем Никитою и казанцем Дмитрием детьми Дубенского и приобретено ими в 1625 году. В селе имелась запустелая деревянная церковь Николая Чудотворца. Эта церковь была возобновлена местными вотчинниками Дубенскими в 1698 году, к церкви были определены священник и дьячок, в приход вошли двор вотчинников и 5 дворов крестьянских. Когда упразднена церковь в Чиуре неизвестно.
В XIX и первой четверти XX века деревня входила в состав Давыдовской волости Меленковского уезда, с 1926 года — в составе Гусевского уезда. В 1859 году в деревне числилось 39 дворов, в 1905 году — 47 дворов, в 1926 году — 71 дворов.
С 1929 года деревня являлась центром Чиурского сельсовета Гусь-Хрустального района, с 1940 года — в составе Лесниковского сельсовета, с 2005 года деревня в составе муниципального образования «Посёлок Золотково». 

## Население
| 1859 | 1905 | 1926 | 2002 | 2010 | 2021 |
| ---- | ---- | ---- | ---- | ---- | ---- |
| 240  | ↗247 | ↗338 | ↘10  | ↘6   | →6   |